# Walter Huder
Walter Huder, auch Walther Huder, (* 30. Dezember 1921 in Mladé Buky, Tschechoslowakei; † 20. Juni 2002 in Berlin) war ein promovierter Germanist, Slawist, Kulturhistoriker, Philosoph, Essayist und langjähriger Direktor des Archivs der Akademie der Künste in Berlin (West). Mit seiner Sammlung vieler Nachlässe von deutschen und emigrierten Künstlern gilt Huder als einer der Begründer der deutschen Exilforschung und der Erforschung der deutschsprachigen Exilliteratur.

## Leben
Huder entstammte einer republikanisch gesinnten Familie, deren Herkunft sich aus Österreichern, Tschechen und Menschen jüdischer Herkunft ableiten lässt. Sein Vater war ein Mühlen- und Sägewerksbesitzer, der noch einen weiteren Sohn und vier Töchter hatte. Er besuchte ein Jesuiten-Gymnasium, wo er begann, sich mit Hegel, Marx und Nietzsche auseinanderzusetzen.

### Studium und Zweiter Weltkrieg
Danach begann er an der Karls-Universität Prag das Studium der Philosophie, Psychologie und Archäologie. Durch das Münchner Abkommen und die bald darauf erfolgte Okkupation der sogenannten Rest-Tschechei durch die deutsche Wehrmacht von 1938/39 wurde sein Leben in vollkommen neue Bahnen gezwungen. 1940 ging er zunächst nach Frankreich, dann in die Sowjetunion, wo er rund 10 Jahre blieb. Dort arbeitete er im Berg- und Straßenbau. 1944 beteiligte er sich aufseiten der Roten Armee am slowakischen Nationalaufstand. Schwer verwundet kam er in ein Militärhospital auf die Krim.

### Aufbaustudium
1949 wollte Huder in Heidelberg das in Prag unterbrochene Studium fortsetzen, was ihm als Staatenlosen aber verweigert wurde. Daraufhin ging er nach Berlin und schrieb sich an der gerade erst gegründeten Freien Universität Berlin für Germanistik, Slawistik, Kunstgeschichte und Philosophie ein. Zum Ende seines Studiums, das er 1956 mit der Promotion abschloss, erarbeitete er ein Referat über Georg Kaisers expressionistisches Epochendrama Die Bürger von Calais, was dazu führte, dass Huder später den Nachlass von Kaiser aufspürte und dessen Werke herausgab. 1957 konnte Huder in der Akademie der Künste in West-Berlin das Georg-Kaiser-Archiv eröffnen und im Jahr darauf die Gedächtnisausstellung zu Leben und Werk des Dichters arrangieren. Es war der Grundstock für den heute so umfangreichen Sammlungsbestand der Akademie der Künste.

### Leitung des Archivs der Akademie der Künste
Huder konnte 1959 die Archivleitung der Berliner Akademie der Künste übernehmen. Er begann „mit der Wiederherstellung des deutschen literarischen Bewusstseins“ (Günther Rühle) und sammelte im Laufe der Jahre über 160 Nachlässe auf den Gebieten Literatur, Bildende Kunst, Baukunst, Musik, Darstellende Kunst, Film- und Medienkunst ein. Immer wieder stellte sich Huder als Initiator großartiger Ausstellungen wie z. B. zu Ödön von Horváth, Lion Feuchtwanger, Erwin Piscator oder zum Theater im Exil, zur Bücherverbrennung u.v. a.m. vor. Nach nahezu 30-jähriger erfolgreicher Amtszeit als Archiv- und Bibliotheksdirektor wurde er Ende 1986 recht unrühmlich in Pension geschickt, gleichwohl gelang es ihm noch unmittelbar davor, die Nachlässe von Erich Mühsam und Peter Weiss für die Akademie zu erwerben.

### Bedeutung
Huders Wirken wurde mit zahlreichen Preisen hoch anerkannt, auch auf dem Gebiet seiner zahlreichen Veröffentlichungen zur Literatur und dem Theater im 20. Jahrhundert. Seine zahlreichen Vorträge gehörten zu den Sternstunden vieler Symposien. Legendär werden bis heute Huders Seminare als Professor für Theaterwissenschaften an der Freien Universität zu Berlin betrachtet.

### Privates
In zweiter Ehe war Huder mit Irmtraud Huder verheiratet. Nach langen Jahren schwerer Krankheit starb Huder 2002 in Berlin und wurde am 5. Juli 2002 auf dem Friedhof seiner unvergessenen Heimat in Mladé Buky beigesetzt, einem kleinen Ort im böhmischen Riesengebirge.

## Auszeichnungen / Ehrungen (Auswahl)
- 1968 Georg-Kaiser-Preis
- 1974 Gedenkmedaille Warschauer Ghetto-Aufstand
- 1981 Bundesverdienstkreuz am Bande
- 1987 Silbernes Blatt der Dramatiker Union
- 1988 Ehrenmitglied der Gesellschaft für Exilforschung

## Werke (Auszug)
- Die Dialektik in der Dichtung Rainer Maria Rilkes, Berlin: Hochschulhandschrift der Freien Universität Berlin, Philosophische Fakultät, 1956 (Dissertation vom 7. Mai 1956).
- kain: drama / Gottfried Kapp, Dülmen (Westf.), Verlag Laumann 1964 (mit einer kritischen Analyse des Gesamtwerks Kapps).
- Zusammen mit Georg Zivier: 300 Jahre Jüdische Gemeinde zu Berlin, Berlin, Presse- und Informationsamt des Landes Berlin 1971.
- Inflation als Lebensform: Ödön von Horváths Kritik am Spießertum, Gütersloh, Kulturamt Gütersloh 1972 (ein Querschnitt durch das Gesamtwerk).
- Heinrich von Kleist: 1777–1811, München, Goethe-Institut 1979 (an exhibition of the Goethe-Institut).
- Christoph Niess und dessen Arbeitsportrait, 1981.
- Von Rilke bis Cocteau. 33 Texte zu Literatur und Theater im 20. Jahrhundert, Berlin, edition q 1992, ISBN 3-928024-62-0.

## Herausgeberschaft
- Die Bürger von Calais: Bühnenspiel in 3 Akten von Georg Kaiser (hrsg. und mit einem Nachwort versehen von Walter Huder). Stuttgart, Reclams Universalbibliothek Nr. 8223, 1958.
- Der Silbersee, beigefügtes Werk: Der Soldat Tanaka, Dramen von Georg Kaiser (hrsg. und mit Anmerkungen versehen von Walter Huder, Nachwort: Klaus Kändler), Stuttgart, Reclams Universalbibliothek Nr. 9105/09, 1962.
- Das Floß der Medusa von Georg Kaiser (hrsg. und mit einem Nachwort versehen von Walter Huder). Köln: Kiepenheuer & Witsch 1963.
- Von morgens bis mitternachts: Stück in 2 Teilen von Georg Kaiser (hrsg. und mit einem Nachwort versehen von Walter Huder). Stuttgart: Reclams Universalbibliothek Nr. 8937, 1965; Neuauflagen: 1967, 1969, 1970.
- Stücke, Erzählungen, Aufsätze, Gedichte von Georg Kaiser, Köln, Kiepenheuer & Witsch 1966; auch Büchergilde Gutenberg 1967.
- Rechts und links: Sportmärchen von Ödön von Horváth (hrsg. und mit einem Nachwort versehen von Walter Huder). Berlin: Berliner Handpresse, 1969.
- Georg Kaiser Werke: Stücke 1895–1917, Bd. 1. Berlin: Propyläen Verlag, 1971. ISBN 3-549-05750-4 und ISBN 3-549-05760-1.
- Georg Kaiser Werke: Stücke 1918–1927, Bd. 2. Berlin: Propyläen Verlag 1971. ISBN 3-549-05751-2 und ISBN 3-549-15761-4.
- Georg Kaiser Werke: Stücke 1928–1943, Bd. 3. Berlin: Propyläen Verlag 1970.
- Theodor Fontane und die Preußische Akademie der Künste: Ein Dossier aus Briefen und Dokumenten des Jahres 1876 (hrsg. und mit einem Nachwort versehen von Walter Huder), Berlin, Propyläen Verlag 1971.
- Ein Gefangener: Gedichte – Alfred Wolkenstein (hrsg. und mit einem Nachwort versehen von Walter Huder). Berlin: Propyläen Verlag 1972.
- Bronzen: Hans Hauffe (mit Notizen zu einem Vorwort hrsg. von Walter Huder), Berlin, Rump Verlag 1974.
- Zeichnungen und Aquarelle: Alfred Linke (hrsg. und mit einem Nachwort versehen von Walter Huder), Berlin, Verlag Hoffmann, 1975.
- Zusammen mit Friedrich Knilli: Lion Feuchtwanger: "... für die Vernunft gegen Dummheit und Gewalt, Berlin, Publica Verlags-Gesellschaft 1985, ISBN 3-89087-017-1.
- Zusammen mit Karl Riha: New York – George Grosz (Nachwort: Karl Riha), Siegen: Machwerk-Verlag 1985, ISBN 3-922524-21-4.

## Sonstiges
- „Man will einen geistigen Nebel über das geistige Erbe derer legen, die 1933 vertrieben wurden ...“ – Gespräch mit Walter Huder, in: Illustrierte Stadtzeitung zitty, Berlin, Nr. 3, 1987, S. 14–16. ISSN 0179-9606
- Arnold Seul & Anne Worst: Gezinkte Karten beim Bewerbungspoker? Berufungsverfahren des neuen AdK-Archivdirektors höchst anrüchig, in: Illustrierte Stadtzeitung zitty, Berlin, Nr. 12, 1987, S. 8–12.

## Archiv
Die umfangreichen Nachlasse, die Huder zusammentrug (Archiv, Sammlung, Bibliothek, 20 lfd. M., 603 Bde.), befinden sich im Archivbestand der Akademie der Künste (Berlin), Robert-Koch-Platz 10.